# Stéphane Millez

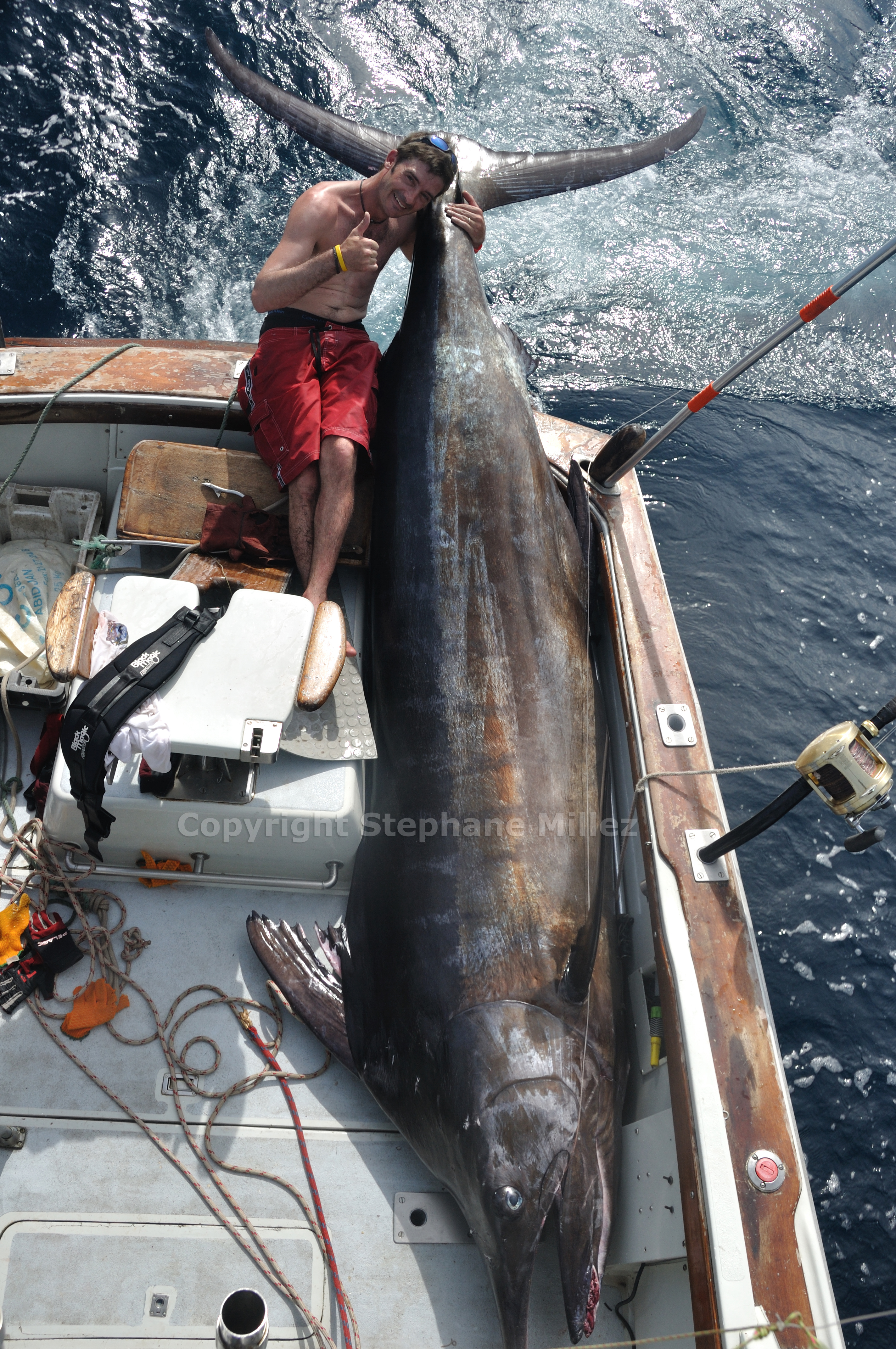

Stéphane Millez est un pêcheur français, dont le domaine de prédilection est la pêche au gros (thon, marlin...).
Il a été Champion de France à plusieurs reprises, Champion d'Europe par deux fois de pêche au thon, et plusieurs fois vainqueur du concours international d'Abidjan (Côte d'Ivoire), sans compter les concours en Méditerranée, son berceau natal. La liste réelle des concours qu'il a gagnés est impressionnante...  
Il a également été champion du monde de pêche sportive FIPS/CIPS en 2007, et 3e au championnat d'Europe la même année. Il est le premier Français à devenir membre du Billfish Royal Slam Club de l'IGFA (International Game Fish Association). Représentant officiel de The Billfish Foundation en France depuis 2003, dont il est un ambassadeur du Tag & Release (marquage) du marlin en Afrique, son attachement à la relâche est sans faille. À ce jour, son plus gros marlin marqué et relâché est estimé à 500 kg... Le nombre de marlins relâchés par Stephane Millez est dur à estimer, mais le chiffre de 1 000 ou plus est souvent évoqué. 
Sa carrière se fait sur tous les océans et mers du monde, grâce à ces voyages, son expérience et ses connaissances de la pêche au gros, en font un des meilleurs skippers/pêcheurs de France et d'Europe voire mondial. Il s’entraîne plusieurs fois par an au départ d'Abidjan (Côte d'Ivoire) afin de toujours tester et expérimenter de nouvelles techniques pour toujours faire mieux lors de concours internationaux.  
Il gère la société spécialisée PecheXtreme.com, un magasin en ligne d'articles pour la pêche au gros, le lancer exotique et le jigging, un des plus grands magasins d'Europe.   